# Ambient industrial
Ambient Industrial – podgatunek muzyki dark ambient mocno czerpiący z muzyki industrial.
Od czystego dark ambientu odróżnia go to, że oprócz mrocznej melodii i atmosfery jest w nim więcej elementów muzyki industrialnej (hałasy z fabryk, szumy, piski i dźwięki maszyn).
Twórcy muzyki ambient industrial to także twórcy dark ambientowi, np. Coil, Zoviet France, Nocturnal Emissions itp. Podgatunkiem ambient industrialu jest muzyka ambient noise, czyli połączenie dark ambientowych przestrzeni z ekstremalnymi hałasami, muzyka pozbawiona jakiejkolwiek melodii i rytmu. Przykład: Merzbow, Daniel Menche, Aube, Arcane Device.